# Fanny Kapłan
Fanny Jefimowna Kapłan, ros. Фанни Ефимовна Каплан, posługująca się nazwiskiem Dora Kapłan, właśc. Feiga Chaimowna Rojtblat-Kapłan (ur. 29 stycznia?/10 lutego 1890 w Nowyczach, zm. prawdopodobnie 3 września 1918 w Moskwie) – rosyjska członkini partii socjalistycznej (eserowców), wykonawczyni nieudanego zamachu na Włodzimierza Lenina w 1918.

## Życiorys

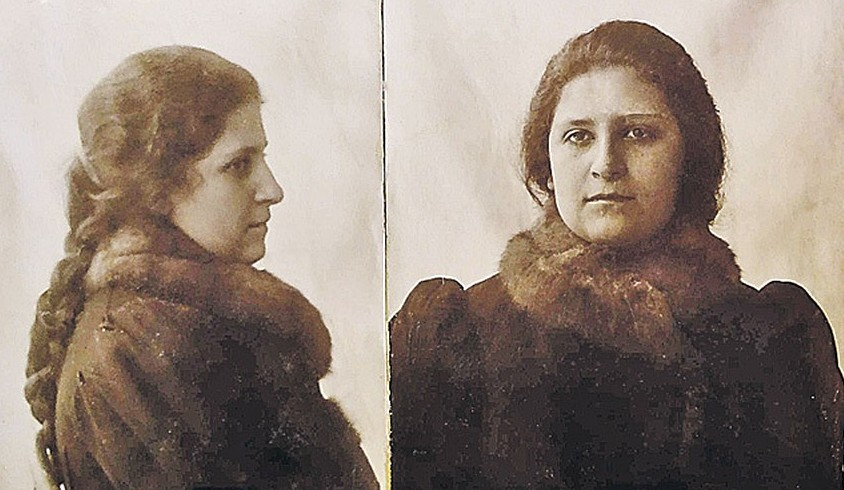
Fanny Kapłan na zesłaniu w 1907 roku

Urodziła się w rodzinie ukraińskich Żydów, jako jedno z siedmiorga dzieci. Już w młodości przyłączyła się do środowisk anarchistycznych. W 1906 po związaniu się z eserowcami trafiła na zesłanie do wsi Nowy Akatuj na Syberii, skąd została uwolniona na mocy amnestii po rewolucji lutowej i obaleniu caratu.
30 sierpnia 1918 przeprowadziła zamach na Włodzimierza Lenina podczas wiecu w Zakładach Michelsona w Moskwie, w wyniku którego został on ciężko ranny. Oddała trzy strzały, z których dwa raniły Lenina (jeden w ramię, drugi między szczękę i kark), a jeden trafił kobietę stojącą nieopodal. 
Zapytana, dlaczego przeprowadziła próbę zamachu, odpowiedziała, że chciała zabić Lenina, uznając go za zagrożenie dla socjalizmu, jako że zdradził idee rewolucji. Została aresztowana i wkrótce rozstrzelana, co dało jednocześnie początek fali aresztowań i procesów eserowców (których oskarżono o organizację zamachu), anarchistów oraz kontrrewolucjonistów, określanego (także oficjalnie) jako czerwony terror. Zamach przyniósł skutek odwrotny do zamierzeń, prowadząc do wzrostu popularności Lenina i poparcia dla niego.